# Seven Kings
Seven Kings – dzielnica Londynu, w Wielkim Londynie, leżąca w gminie Redbridge. Leży 14,1 km od centrum Londynu. W 2011 roku dzielnica liczyła 15 164 mieszkańców.